# Effectifs de la Coupe du monde de rugby à XV 2011

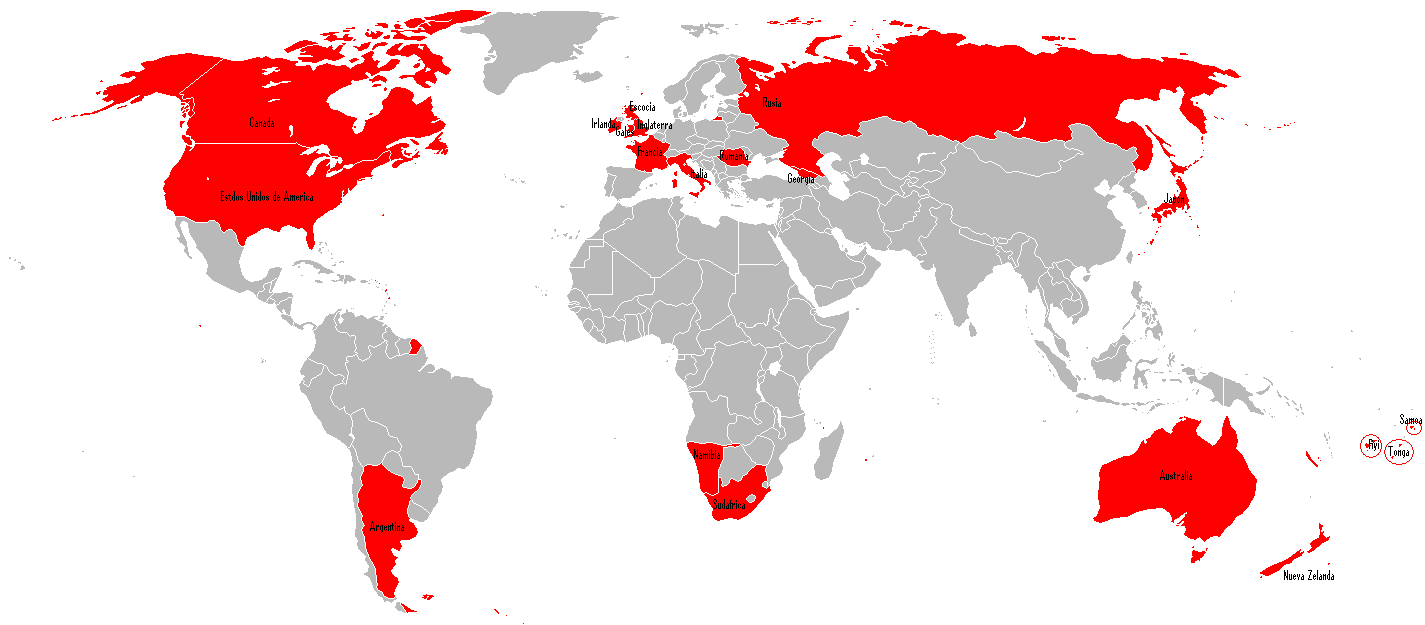
Pays participant à la coupe du monde.

Cet article présente les effectifs de la Coupe du monde de rugby à XV 2011 des vingt sélections qui disputent la compétition en Nouvelle-Zélande du 9 septembre au 23 octobre 2011. Chaque équipe donne initialement une liste de trente joueurs. Celle-ci peut-être amendée au fur et à mesure de la compétition si des blessures surviennent.

## Poule A

### Nouvelle-Zélande
Graham Henry dévoile sa liste des trente joueurs retenus pour la Coupe du monde de rugby à XV 2011 le 23 août 2011. Daniel Carter est forfait pour le reste de la compétition à cause d'une blessure aux adducteurs et est remplacé par Aaron Cruden. Blessés lors du quart de finale face à l'Argentine, Mils Muliaina et Colin Slade sont remplacés respectivement par Hosea Gear et Stephen Donald.
| Entraîneur | Entraîneur             | Graham Henry                                                 |
| Avants     | Pilier                 | John Afoa, Ben Franks, Owen Franks, Tony Woodcock            |
| Avants     | Talonneur              | Corey Flynn, Andrew Hore, Keven Mealamu                      |
| Avants     | Deuxième ligne         | Anthony Boric, Brad Thorn, Sam Whitelock, Ali Williams       |
| Avants     | Troisième ligne aile   | Victor Vito, Richie McCaw (cap.), Adam Thomson, Jerome Kaino |
| Avants     | Troisième ligne centre | Kieran Read                                                  |
| Arrières   | Demi de mêlée          | Jimmy Cowan, Andrew Ellis, Piri Weepu                        |
| Arrières   | Demi d'ouverture       | Daniel Carter, Colin Slade, Aaron Cruden, Stephen Donald     |
| Arrières   | Centre                 | Richard Kahui, Ma'a Nonu, Conrad Smith, Sonny Bill Williams  |
| Arrières   | Ailier                 | Israel Dagg, Zac Guildford, Cory Jane, Hosea Gear            |
| Arrières   | Arrière                | Mils Muliaina, Isaia Toeava                                  |

### France
Marc Lièvremont dévoile sa liste des trente joueurs retenus pour la Coupe du monde de rugby à XV 2011 le 21 août 2011. Thomas Domingo et Sylvain Marconnet sont les deux derniers joueurs qui ne feront pas le voyage en Nouvelle-Zélande. Blessé lors du premier match, David Skrela déclare forfait pour le reste de la compétition et est remplacé par Jean-Marc Doussain. Auparavant, Yoann Huget est exclu de la liste des 33 joueurs pré-sélectionnés pour la Coupe du monde de rugby à XV 2011 pour une série de manquements au suivi longitudinal antidopage.
| Entraîneur | Entraîneur             | Marc Lièvremont                                                                    |
| Avants     | Pilier                 | Fabien Barcella, Jean-Baptiste Poux, Luc Ducalcon, Nicolas Mas                     |
| Avants     | Talonneur              | Dimitri Szarzewski, William Servat, Guilhem Guirado                                |
| Avants     | Deuxième ligne         | Pascal Papé, Julien Pierre, Romain Millo-Chluski, Lionel Nallet                    |
| Avants     | Troisième ligne aile   | Julien Bonnaire, Thierry Dusautoir (cap.), Fulgence Ouedraogo, Imanol Harinordoquy |
| Avants     | Troisième ligne centre | Louis Picamoles, Raphaël Lakafia                                                   |
| Arrières   | Demi de mêlée          | Dimitri Yachvili, Morgan Parra                                                     |
| Arrières   | Demi d'ouverture       | David Skrela, François Trinh-Duc, Jean-Marc Doussain                               |
| Arrières   | Centre                 | Fabrice Estebanez, Maxime Mermoz, David Marty, Aurélien Rougerie                   |
| Arrières   | Ailier                 | Maxime Médard, Alexis Palisson, Vincent Clerc                                      |
| Arrières   | Arrière                | Damien Traille, Cédric Heymans                                                     |

### Tonga
Isitolo Maka a rendu publique la liste des trente joueurs retenus pour la Coupe du monde de rugby à XV 2011 le 8 août 2011.
| Entraîneur | Entraîneur             | Isitolo Maka                                                                |
| Avants     | Pilier                 | Soane Tonga'uiha, Sona Taumalolo, Kisi Pulu, Taufa'ao Filise, Halani Aulika |
| Avants     | Talonneur              | Aleki Lutui, Ephraim Taukafa, Ilaisa Ma'asi                                 |
| Avants     | Deuxième ligne         | Joseph Tu'ineau, Paino Kelekolio Hehea, Sione Timani                        |
| Avants     | Troisième ligne aile   | Sione Kalamafoni, Lua Lokotui, Finau Maka (cap.), Sione Vaiomo'unga         |
| Avants     | Troisième ligne centre | Viliami Ma'afu, Samiu Vahafolau                                             |
| Arrières   | Demi de mêlée          | Taniela Moa, Samisoni Fisilau, Tomasi Palu                                  |
| Arrières   | Demi d'ouverture       | Kurt Morath                                                                 |
| Arrières   | Centre                 | Andrew Ma'ilei, Alipate Fatafehi, Siale Piutau, Suka Hufanga                |
| Arrières   | Ailier                 | William Helu, Fetu'u Vainikolo, Viliame Iongi, Alaska Taufa                 |
| Arrières   | Arrière                | Vungakoto Lilo                                                              |

### Canada
Le Canada est la première nation à rendre publique sa liste des trente joueurs pour la Coupe du monde de rugby à XV 2011 dès le 8 juillet 2011.
| Entraîneur | Entraîneur             | Kieran Crowley                                                                |
| Avants     | Pilier                 | Scott Franklin, Hubert Buydens, Jason Marshall, Andrew Tiedemann, Frank Walsh |
| Avants     | Talonneur              | Pat Riordan (cap.), Ryan Hamilton                                             |
| Avants     | Deuxième ligne         | Brian Erichsen, Jamie Cudmore, Tyler Hotson                                   |
| Avants     | Troisième ligne aile   | Chauncey O'Toole, Adam Kleeberger, Nanyak Dala, Jeremy Kyne                   |
| Avants     | Troisième ligne centre | Jebb Sinclair, Aaron Carpenter                                                |
| Arrières   | Demi de mêlée          | Ed Fairhurst, Jamie MacKenzie, Sean White                                     |
| Arrières   | Demi d'ouverture       | Ander Monro, Nathan Hirayama                                                  |
| Arrières   | Centre                 | Conor Trainor, Mike Scholz, Ryan Smith                                        |
| Arrières   | Ailier                 | DTH van der Merwe, Phil MacKenzie, Taylor Paris, Matt Evans                   |
| Arrières   | Arrière                | James Pritchard, Ciaran Hearn                                                 |

### Japon
John Kirwan a rendu publique la liste des trente joueurs retenus pour la Coupe du monde de rugby à XV 2011 le 22 août 2011. Justin Ives, pas suffisamment remis de sa blessure au ligament croisé antérieur du genou gauche lors du match de préparation face à l'Italie, est remplacé par Yuji Kitagawa. Koliniasi Holani, blessé (rupture des ligaments croisés du genou) lors du premier match de poule face à la France, est remplacé par Toetsu Taufa. Blessés face à la Nouvelle-Zélande durant le second match de poule, Tomoki Yoshida et Yuta Imamura sont remplacés respectivement par Ippei Asada et Bryce Robins.
| Entraîneur | Entraîneur             | John Kirwan                                                            |
| Avants     | Pilier                 | Hisateru Hirashima, Naoki Kawamata, Kensuke Hatakeyama, Nozomu Fujita  |
| Avants     | Talonneur              | Yusuke Aoki, Shota Horie, Hiroki Yuhara                                |
| Avants     | Deuxième ligne         | Hitoshi Ono, Toshizumi Kitagawa, Luke Thompson, Yuji Kitagawa          |
| Avants     | Troisième ligne aile   | Takashi Kikutani (cap.), Michael Leitch, Sione Vatuvei                 |
| Avants     | Troisième ligne centre | Koliniasi Holani, Toetsu Taufa, Itaru Taniguchi                        |
| Arrières   | Demi de mêlée          | Fumiaki Tanaka, Tomoki Yoshida, Atsushi Hiwasa, Ippei Asada            |
| Arrières   | Demi d'ouverture       | James Arlidge, Murray Williams                                         |
| Arrières   | Centre                 | Yuta Imamura, Ryan Nicholas, Koji Taira, Alisi Tupuailei, Bryce Robins |
| Arrières   | Ailier                 | Hirotoki Onozawa, Kosuke Endo, Takehisa Usuzuki                        |
| Arrières   | Arrière                | Shaun Webb, Taihei Ueda                                                |

## Poule B

### Argentine
Santiago Phelan a rendu publique la liste des trente joueurs retenus pour la coupe du monde de rugby à XV 2011 le 11 août 2011. El mago, Juan Martín Hernández, est absent de cette liste à cause d'une blessure (rupture des ligaments croisés du genou gauche). Alvaro Galindo, blessé à la cuisse, est remplacé par Genaro Fessia. Gonzalo Tiesi, blessé à un genou (grave entorse) lors du premier match face à l'Angleterre, est remplacé par Lucas Borges.
| Entraîneur | Entraîneur             | Santiago Phelan                                                                 |
| Avants     | Pilier                 | Marcos Ayerza, Juan Figallo, Maximiliano Bustos, Rodrigo Roncero, Martín Scelzo |
| Avants     | Talonneur              | Mario Ledesma, Agustín Creevy                                                   |
| Avants     | Deuxième ligne         | Patricio Albacete, Manuel Carizza, Mariano Galarza, Tomás Vallejos Cinalli      |
| Avants     | Troisième ligne aile   | Juan Manuel Leguizamón, Leonardo Senatore, Genaro Fessia, Julio Farías Cabello  |
| Avants     | Troisième ligne centre | Juan Martín Fernández Lobbe, Alejandro Campos                                   |
| Arrières   | Demi de mêlée          | Alfredo Lalanne, Nicolás Vergallo                                               |
| Arrières   | Demi d'ouverture       | Nicolás Sánchez, Felipe Contepomi (cap.)                                        |
| Arrières   | Centre                 | Agustín Gosio, Santiago Fernández, Marcelo Bosch, Gonzalo Tiesi                 |
| Arrières   | Ailier                 | Horacio Agulla, Juan Imhoff, Gonzalo Camacho, Lucas Borges                      |
| Arrières   | Arrière                | Martín Rodríguez Gurruchaga, Lucas González Amorosino                           |

### Angleterre
Martin Johnson a rendu publique la liste des trente joueurs retenus pour la coupe du monde de rugby à XV 2011 le 22 août 2011. Andrew Sheridan, blessé à une épaule lors du premier match face à l'Argentine, est remplacé par Thomas Waldrom.
| Entraîneur | Entraîneur             | Martin Johnson                                                         |
| Avants     | Pilier                 | Dan Cole, Alex Corbisiero, Andrew Sheridan, Matt Stevens, David Wilson |
| Avants     | Talonneur              | Dylan Hartley, Lee Mears, Steve Thompson                               |
| Avants     | Deuxième ligne         | Louis Deacon, Courtney Lawes, Tom Palmer, Simon Shaw                   |
| Avants     | Troisième ligne aile   | Tom Croft, James Haskell, Lewis Moody (cap.), Tom Wood                 |
| Avants     | Troisième ligne centre | Nick Easter, Thomas Waldrom                                            |
| Arrières   | Demi de mêlée          | Joe Simpson, Richard Wigglesworth, Ben Youngs                          |
| Arrières   | Demi d'ouverture       | Toby Flood, Jonny Wilkinson                                            |
| Arrières   | Centre                 | Shontayne Hape, Mike Tindall, Manu Tuilagi                             |
| Arrières   | Ailier                 | Chris Ashton, Matt Banahan, Mark Cueto                                 |
| Arrières   | Arrière                | Delon Armitage, Ben Foden                                              |

### Écosse
Andy Robinson a rendu publique la liste des trente joueurs retenus pour la coupe du monde de rugby à XV 2011 le 22 août 2011.
| Entraîneur | Entraîneur             | Andy Robinson                                                           |
| Avants     | Pilier                 | Geoff Cross, Alasdair Dickinson, Allan Jacobsen, Moray Low, Euan Murray |
| Avants     | Talonneur              | Ross Ford, Dougie Hall, Scott Lawson                                    |
| Avants     | Deuxième ligne         | Richie Gray, Jim Hamilton, Nathan Hines, Alastair Kellock (cap.)        |
| Avants     | Troisième ligne aile   | John Barclay, Kelly Brown, Ross Rennie, Alasdair Strokosch              |
| Avants     | Troisième ligne centre | Richie Vernon                                                           |
| Arrières   | Demi de mêlée          | Mike Blair, Chris Cusiter, Rory Lawson                                  |
| Arrières   | Demi d'ouverture       | Ruaridh Jackson, Dan Parks                                              |
| Arrières   | Centre                 | Joe Ansbro, Nick De Luca, Graeme Morrison                               |
| Arrières   | Ailier                 | Simon Danielli, Max Evans, Sean Lamont                                  |
| Arrières   | Arrière                | Rory Lamont, Chris Paterson                                             |

### Géorgie
Richie Dixon a rendu publique la liste des trente joueurs retenus pour la coupe du monde de rugby à XV 2011 le 23 août 2011.
| Entraîneur | Entraîneur             | Richie Dixon                                                                                      |
| Avants     | Pilier                 | Vasil Kakovin, Davit Khinchaguishvili, Davit Kubriashvili, Goderdzi Shvelidze, Davit Zirakashvili |
| Avants     | Talonneur              | Jaba Bregvadze, Akvsenti Giorgadze                                                                |
| Avants     | Deuxième ligne         | Levan Datunashvili, Vakhtang Maisuradze, Giorgi Nemsadze, Ilia Zedguinidze                        |
| Avants     | Troisième ligne aile   | Givi Berishvili, Georgi Chkhaidze, Viktor Kolelishvili, Shalva Sutiashvili                        |
| Avants     | Troisième ligne centre | Dimitri Basilaia, Mamuka Gorgodze                                                                 |
| Arrières   | Demi de mêlée          | Irakli Abuseridze (cap.), Bidzina Samkharadze                                                     |
| Arrières   | Demi d'ouverture       | Lasha Khmaladze, Merab Kvirikashvili, Lasha Malaguradze                                           |
| Arrières   | Centre                 | Revaz Gigauri, Davit Kacharava, Alexander Todua, Tedo Zibzibadze                                  |
| Arrières   | Ailier                 | Irakli Chkhikvadze, Lexo Gugava, Irakli Machkhaneli                                               |
| Arrières   | Arrière                | Malkhaz Urjukashvili                                                                              |

### Roumanie
Romeo Gontineac a rendu publique la liste des trente joueurs retenus pour la coupe du monde de rugby à XV 2011 le 24 août 2011. Le 26 août 2011, Catalin Fercu prévient la Fédération roumaine qu'il ne participera pas à la coupe du monde en raison de sa phobie de l'avion. Il est remplacé par Adrian Apostol.
| Entraîneur | Entraîneur             | Romeo Gontineac                                                              |
| Avants     | Pilier                 | Nicolae Dragos Dima, Silviu Florea, Paulică Ion, Mihaita Lazăr, Nicolae Nere |
| Avants     | Talonneur              | Marius Tincu (cap.), Bogdan Zebega                                           |
| Avants     | Deuxième ligne         | Cristian Petre, Valentin Poparlan, Cosmin Ratiu, Valentin Ursache            |
| Avants     | Troisième ligne aile   | Stelian Burcea, Daniel Ianus, Mihai Macovei, Ovidiu Tonița                   |
| Avants     | Troisième ligne centre | Daniel Carpo                                                                 |
| Arrières   | Demi de mêlée          | Valentin Calafeteanu, Lucian Sîrbu, Florin Surugiu                           |
| Arrières   | Demi d'ouverture       | Iulian Dumitraș                                                              |
| Arrières   | Centre                 | Ionel Cazan, Ionuț Dimofte, Minya Csaba Gal, Constantin Gheara               |
| Arrières   | Ailier                 | Stefan Ciuntu, Mădălin Lemnaru, Cătălin Nicolae, Adrian Apostol              |
| Arrières   | Arrière                | Dan Dumbrava, Florin Vlaicu                                                  |

## Poule C

### Australie
Robbie Deans a annoncé sa liste des trente joueurs pour la Coupe du monde de rugby à XV 2011 le 18 août 2011. Drew Mitchell, blessé à une cuisse face à la Russie est remplacé par Lachlan Turner alors que Matt Hodgson est appelé à remplacer Wycliff Palu qui souffre du dos à la suite du match face aux États-Unis.
| Entraîneur | Entraîneur             | Robbie Deans                                                    |
| Avants     | Pilier                 | Ben Alexander, Sekope Kepu, Salesi Ma'afu, James Slipper        |
| Avants     | Talonneur              | Saia Fainga'a, Stephen Moore, Tatafu Polota-Nau                 |
| Avants     | Deuxième ligne         | James Horwill (cap.), Nathan Sharpe, Rob Simmons, Dan Vickerman |
| Avants     | Troisième ligne aile   | Rocky Elsom, Scott Higginbotham, David Pocock, Radike Samo      |
| Avants     | Troisième ligne centre | Ben McCalman, Wycliff Palu, Matt Hodgson                        |
| Arrières   | Demi de mêlée          | Luke Burgess, Will Genia, Nick Phipps                           |
| Arrières   | Demi d'ouverture       | Berrick Barnes, Quade Cooper                                    |
| Arrières   | Centre                 | Adam Ashley-Cooper, Anthony Fainga'a, Rob Horne, Pat McCabe     |
| Arrières   | Ailier                 | Digby Ioane, Drew Mitchell, James O'Connor, Lachie Turner       |
| Arrières   | Arrière                | Kurtley Beale                                                   |

### Irlande
Declan Kidney a annoncé sa liste des trente joueurs pour la Coupe du monde de rugby à XV 2011 le 22 août 2011. Shane Jennings est appelé de dernière minute pour remplacer David Wallace, blessé en match de préparation. Damien Varley est appelé pour remplacer Jerry Flannery qui souffre d'une déchirure au mollet gauche contractée à l'entraînement avant d'affronter l'Australie.
| Entraîneur | Entraîneur             | Declan Kidney                                                          |
| Avants     | Pilier                 | Tony Buckley, Tom Court, Cian Healy, Mike Ross                         |
| Avants     | Talonneur              | Rory Best, Jerry Flannery, Sean Cronin, Damien Varley                  |
| Avants     | Deuxième ligne         | Donncha O'Callaghan, Paul O'Connell, Leo Cullen                        |
| Avants     | Troisième ligne aile   | Stephen Ferris, Donnacha Ryan, Sean O'Brien, Shane Jennings            |
| Avants     | Troisième ligne centre | Jamie Heaslip, Denis Leamy                                             |
| Arrières   | Demi de mêlée          | Isaac Boss, Eoin Reddan, Conor Murray                                  |
| Arrières   | Demi d'ouverture       | Jonathan Sexton, Ronan O'Gara                                          |
| Arrières   | Centre                 | Brian O'Driscoll (cap.), Gordon D'Arcy, Fergus McFadden, Paddy Wallace |
| Arrières   | Ailier                 | Tommy Bowe, Andrew Trimble, Keith Earls                                |
| Arrières   | Arrière                | Rob Kearney, Geordan Murphy                                            |

### Italie
Nick Mallett a annoncé sa liste des trente joueurs pour la Coupe du monde de rugby à XV 2011 le 22 juillet 2011.
| Entraîneur | Entraîneur             | Nick Mallett                                                                   |
| Avants     | Pilier                 | Martin Castrogiovanni, Lorenzo Cittadini, Andrea Lo Cicero, Salvatore Perugini |
| Avants     | Talonneur              | Leonardo Ghiraldini, Fabio Ongaro, Tommaso D'Apice                             |
| Avants     | Deuxième ligne         | Marco Bortolami, Carlo Del Fava, Quintin Geldenhuys, Cornelius van Zyl         |
| Avants     | Troisième ligne aile   | Robert Barbieri, Mauro Bergamasco, Paul Derbyshire, Alessandro Zanni           |
| Avants     | Troisième ligne centre | Sergio Parisse (cap.)                                                          |
| Arrières   | Demi de mêlée          | Pablo Canavosio, Edoardo Gori, Fabio Semenzato                                 |
| Arrières   | Demi d'ouverture       | Riccardo Bocchino, Luciano Orquera                                             |
| Arrières   | Centre                 | Gonzalo Canale, Gonzalo García, Andrea Masi, Alberto Sgarbi                    |
| Arrières   | Ailier                 | Tommaso Benvenuti, Mirco Bergamasco, Matteo Pratichetti, Giulio Toniolatti     |
| Arrières   | Arrière                | Luke McLean                                                                    |

### Russie
Nikolay Nerush a annoncé sa liste des trente joueurs pour la Coupe du monde de rugby à XV 2011 le 23 août 2011. Victime d'une fracture du péroné lors du match préparatoire face au Newport RFC, Igor Galinovski est remplacé par Sergey Trishin.
| Entraîneur | Entraîneur             | Nikolay Nerush                                                                            |
| Avants     | Pilier                 | Alexander Khrokin, Sergey Popov, Ivan Prishchepenko, Alexei Travkin, Vladimir Botvinnikov |
| Avants     | Talonneur              | Vladislav Korshunov (cap.), Evgeni Matveev, Valeri Tsnobiladze                            |
| Avants     | Deuxième ligne         | Denis Antonov, Adam Byrnes, Andreï Ostreïkov, Alexander Voytov                            |
| Avants     | Troisième ligne aile   | Artem Fatakhov, Andreï Garbuzov, Mikhail Sidorov                                          |
| Avants     | Troisième ligne centre | Viacheslav Grachev, Viktor Gresev                                                         |
| Arrières   | Demi de mêlée          | Andrei Bykanov, Alexander Shakirov, Alexander Yanyushkin                                  |
| Arrières   | Demi d'ouverture       | Yuri Kushnarev, Konstantin Rachkov                                                        |
| Arrières   | Centre                 | Mikhail Babaev, Sergey Trishin, Alexei Makovetski                                         |
| Arrières   | Ailier                 | Vasily Artemiev, Andrei Kuzin, Vladimir Ostroushko                                        |
| Arrières   | Arrière                | Igor Klyuchnikov, Denis Simplikevich                                                      |

### États-Unis
Eddie O'Sullivan a annoncé sa liste des trente joueurs pour la Coupe du monde de rugby à XV 2011 le 22 août 2011.
| Entraîneur | Entraîneur             | Eddie O'Sullivan                                               |
| Avants     | Pilier                 | Eric Fry, Mike MacDonald, Matekitonga Moeakiola, Shawn Pittman |
| Avants     | Talonneur              | Chris Biller, Brian McClenahan, Phil Thiel                     |
| Avants     | Deuxième ligne         | Scott LaValla, Hayden Smith, John van der Giessen              |
| Avants     | Troisième ligne aile   | Inaki Basauri, Todd Clever (cap.), Pat Danahy, Louis Stanfill  |
| Avants     | Troisième ligne centre | JJ Gagiano, Nic Johnson                                        |
| Arrières   | Demi de mêlée          | Mike Petri, Tim Usasz                                          |
| Arrières   | Demi d'ouverture       | Valenese Malifa, Roland Suniula                                |
| Arrières   | Centre                 | Paul Emerick, Tai Enosa, Junior Sifa, Andrew Suniula           |
| Arrières   | Ailier                 | Colin Hawley, Takudzwa Ngwenya, James Paterson, Kevin Swiryn   |
| Arrières   | Arrière                | Blaine Scully, Chris Wyles                                     |

## Poule D

### Afrique du Sud
Peter de Villiers a annoncé sa liste des trente joueurs pour la Coupe du monde de rugby à XV 2011 le 23 août 2011. François Steyn, blessé à l'épaule gauche, est forfait pour le reste de la compétition. Il est remplacé par Zane Kirchner.
| Entraîneur | Entraîneur             | Peter de Villiers                                                        |
| Avants     | Pilier                 | Jannie du Plessis, Tendai Mtawarira, Gurthrö Steenkamp, CJ van der Linde |
| Avants     | Talonneur              | Bismarck du Plessis, Chiliboy Ralepelle, John Smit (cap.)                |
| Avants     | Deuxième ligne         | Bakkies Botha, Victor Matfield, Johann Muller, Danie Rossouw             |
| Avants     | Troisième ligne aile   | Heinrich Brüssow, Schalk Burger, Francois Louw                           |
| Avants     | Troisième ligne centre | Willem Alberts, Pierre Spies                                             |
| Arrières   | Demi de mêlée          | Fourie du Preez, Francois Hougaard, Ruan Pienaar                         |
| Arrières   | Demi d'ouverture       | Butch James, Morné Steyn                                                 |
| Arrières   | Centre                 | Juan de Jongh, Jean de Villiers, Jaque Fourie                            |
| Arrières   | Ailier                 | Gio Aplon, Bryan Habana, Odwa Ndungane, JP Pietersen                     |
| Arrières   | Arrière                | Patrick Lambie, François Steyn, Zane Kirchner                            |

### Pays de Galles
Warren Gatland a annoncé sa liste des trente joueurs pour la Coupe du monde de rugby à XV 2011 le 22 août 2011.
| Entraîneur | Entraîneur             | Warren Gatland                                                         |
| Avants     | Pilier                 | Gethin Jenkins, Ryan Bevington, Adam Jones, Paul James, Craig Mitchell |
| Avants     | Talonneur              | Huw Bennett, Lloyd Burns, Ken Owens                                    |
| Avants     | Deuxième ligne         | Alun Wyn Jones, Bradley Davies, Luke Charteris                         |
| Avants     | Troisième ligne aile   | Dan Lydiate, Sam Warburton (cap.)                                      |
| Avants     | Troisième ligne centre | Ryan Jones, Toby Faletau, Andy Powell                                  |
| Arrières   | Demi de mêlée          | Michael Phillips, Lloyd Williams, Tavis Knoyle                         |
| Arrières   | Demi d'ouverture       | James Hook, Stephen Jones, Rhys Priestland                             |
| Arrières   | Centre                 | Jamie Roberts, Jonathan Davies, Scott Williams                         |
| Arrières   | Ailier                 | Leigh Halfpenny, Shane Williams, Aled Brew, George North               |
| Arrières   | Arrière                | Lee Byrne                                                              |

### Fidji
Sam Domoni a annoncé sa liste des trente joueurs pour la Coupe du monde de rugby à XV 2011 le 20 août 2011.
| Entraîneur | Entraîneur             | Sam Domoni                                                          |
| Avants     | Pilier                 | Waisea Nailago, Campese Ma'afu, Deacon Manu (cap.), Setefano Somoca |
| Avants     | Talonneur              | Sunia Koto, Talemaitoga Tuapati, Viliame Veikoso                    |
| Avants     | Deuxième ligne         | Sekonaia Kalou, Wame Lewaravu, Leone Nakarawa, Rupeni Nasiga        |
| Avants     | Troisième ligne aile   | Akapusi Qera, Malakai Ravulo, Netani Talei, Dominiko Waqaniburotu   |
| Avants     | Troisième ligne centre | Sisa Koyamaibole, Sakiusa Matadigo                                  |
| Arrières   | Demi de mêlée          | Vitori Buatava, Nemia Kenatale                                      |
| Arrières   | Demi d'ouverture       | Nicky Little, Waisea Luveniyali                                     |
| Arrières   | Centre                 | Seremaia Bai, Ravai Fatiaki, Gabiriele Lovobalavu, Albert Vulivuli  |
| Arrières   | Ailier                 | Vereniki Goneva, Napolioni Nalaga, Michael Tagicakibau              |
| Arrières   | Arrière                | Iliesa Keresoni, Kini Murimurivalu                                  |

### Samoa
Fuimaono Tafua a annoncé sa liste des trente joueurs pour la Coupe du monde de rugby à XV 2011 le 24 août 2011.
| Entraîneur | Entraîneur             | Fuimaono Tafua                                                                      |
| Avants     | Pilier                 | Census Johnston, Logovi'i Mulipola, Anthony Perenise, Sakaria Taulafo               |
| Avants     | Talonneur              | Ole Avei, Ti'i Paulo, Mahonri Schwalger (cap.)                                      |
| Avants     | Deuxième ligne         | Filipo Levi, Daniel Leo, Iosefa Tekori                                              |
| Avants     | Troisième ligne aile   | Maurie Fa'asavalu, Manaia Salavea, Kane Thompson, Ofisa Treviranus, Taiasina Tuifua |
| Avants     | Troisième ligne centre | George Stowers                                                                      |
| Arrières   | Demi de mêlée          | Kahn Fotuali'i, Augustino Poluleuligaga, Jeremy Su'a                                |
| Arrières   | Demi d'ouverture       | Tasesa Lavea, Tusi Pisi                                                             |
| Arrières   | Centre                 | Johnny Leota, Seilala Mapusua, Eliota Fuimaono-Sapolu, George Pisi                  |
| Arrières   | Ailier                 | David Lemi, Sailosi Tagicakibau, Alesana Tuilagi                                    |
| Arrières   | Arrière                | James So'oialo, Paul Williams                                                       |

### Namibie
Johan Diergaardt a annoncé sa liste des trente joueurs pour la Coupe du monde de rugby à XV 2011 le 18 août 2011.
| Entraîneur | Entraîneur             | Johan Diergaardt                                                         |
| Avants     | Pilier                 | Jane du Toit, Raoul Larson, Johnny Redelinghuys, Marius Visser           |
| Avants     | Talonneur              | Hugo Horn, Egbertus O'Callaghan                                          |
| Avants     | Deuxième ligne         | Nico Esterhuyse, Hendrik Franken, Wacca Kazombiaze, Heinz Koll           |
| Avants     | Troisième ligne aile   | Jacques Burger (cap.), Tinus du Plessis, Rohan Kitshoff, Renaud van Neel |
| Avants     | Troisième ligne centre | Jacques Nieuwenhuis, Pieter-Jan van Lill                                 |
| Arrières   | Demi de mêlée          | Ryan de la Harpe, Eugene Jantjies                                        |
| Arrières   | Demi d'ouverture       | Theuns Kotze, Tertius Losper                                             |
| Arrières   | Centre                 | Darryl de la Harpe, David Philander, Danie van Wyk, Piet van Zyl         |
| Arrières   | Ailier                 | Heini Bock, Conrad Marais, McGrath van Wyk, Llelwellyn Winkler           |
| Arrières   | Arrière                | Chrysander Botha, Danie Dames                                            |